# Gutierre Marqués de Careaga
Gutierre Marqués de Careaga, o de Cariaga y Vargas, fue un poeta, jurista y ensayista español del siglo XVII, nacido en Almería (provincia de Almería, en 1588 y fallecido en Valladolid en 1652.

## Vida y obra
Fue señor de la casa solariega de los Careaga, en Vizcaya, teniente corregidor de Madrid, Segovia y Granada; corregidor de Alcalá de Henares y de Ciudad Real; alcalde de las Guardas de Castilla y Caballería de España; asesor de toda la Infantería; oidor y alcalde del crimen de la Real Chancillería de Valladolid y consejero del Rey. Estudió en la Universidad de Salamanca con una renta que su bisabuelo materno había dejado para que estudiasen sus descendientes y alcanzó el grado de doctor en Leyes. En 1607 Felipe III lo propuso para una canonjía en la Catedral de Málaga, pero fue rechazado por no tener estatuto de limpieza de sangre, ya que la familia Serna, de Talavera, a la que pertenecía su abuela materna, era de ascendencia judeoconversa.
En 1624, siendo corregidor de Alcalá de Henares se inhibió en el singular proceso judicial de Francisca de Pedraza, por lo que su proceso se pudo resolver dentro de la jurisdicción escolástica de la Universidad de Alcalá de Henares.
Frecuentó el círculo de Lope de Vega y fue amigo personal de los poetas y dramaturgos Juan Pérez de Montalbán y Juan Ruiz de Alarcón, que le dedicaron sonetos. La obra de Careaga más importante es quizá Desengaño de fortuna muy provechoso y necesario para todo género de gentes y estados, comúnmente conocida como Desengaño de fortuna. Fue firmada por Careaga en Salamanca en 1606, impresa en 1611 en la imprenta de Francisco Dotil, en Barcelona, y vuelta a editar en 1612 en Madrid en la imprenta de Alonso Martín. En ella, Careaga pretende, en cuatro partes diferenciadas, que el lector renuncie a la idea clásica de fortuna y deje de ver una lógica caprichosa tras los acontecimientos cotidianos o históricos, aceptando la providencia divina como única rectora de lo incomprensible. Incluye poemas laudatorios del murciano Diego Saavedra y Fajardo, a quien quizá conociera en Salamanca, y del mexicano Juan Ruiz de Alarcón y Mendoza. 
Escribió asimismo un poco conocido tratado poético, La poesía defendida y definida, Montalbán alabado, publicado en Madrid en 1639. Juan Pérez de Montalbán, referido en esta obra, le dedicó por su parte la novela V de sus Sucesos y prodigios de amor. Es autor también de varios memoriales.
En la polémica entre culteranismo y conceptismo se alineó a favor de Góngora. Atacó por otro lado la ostentación durante el mandato del Conde-Duque de Olivares en su obra Invectiva en discursos apologéticos contra el uso público de las guedejas, en la que criticaba los peinados masculinos de moda.
Dejó inéditas, entre otras desaparecidas: La Verdad sagrada de España; El sol de los reyes en la tierra y su mayor monarca, Felipe IV, Nuestro Señor; El perfecto clérigo; Historia de Almería.

## Obras
- Desengaño de fortuna muy provechoso y necesario para todo género de gentes y estados. Barcelona: imprenta de Francisco Dotil, 1611, a costa de Joan Simón, y Madrid, imprenta de Alonso Martin,1612.
- Invectiva en discursos apologéticos contra el uso público de las guedejas. Madrid: imprenta de María de Quiñones, a costa de Pedro Coello, 1637.
- La poesía defendida y definida, Montalbán alabado. Madrid: 1639.
- Respuestas a la duda si la fiesta de Concepción de Nuestra Señora se debió celebrar a los VIII de diciembre, domingo, el año de MDCXIX (Granada, 1619)
- Soneto a la muerte de Lope de Vega (Madrid, 1636)
- Memorial informativo jurídico, político e histórico en defensa de la jurisdicción civil y criminal del Supremo Consejo de Guerra (Madrid, 1647)
- Al Rey Nuestro Señor (Felipe IV) el día que entró triunfante en la ciudad de Lérida, rendida a su debida obediencia y echado el Francés que la oprimía.